# Corpo de Bombeiros Militar de Pernambuco
O Corpo de Bombeiros Militar do Estado de Pernambuco (CBMPE) é uma Corporação cuja missão é a execução de atividades de defesa civil, prevenção e combate a incêndios, buscas, salvamentos e socorros públicos no Estado de Pernambuco.
Ele é Força Auxiliar e Reserva do Exército Brasileiro, e integra o Sistema de Segurança Pública e Defesa Social do Brasil e é um órgão operativo da Secretaria de Defesa Social - SDS. Seus integrantes são denominados Militares dos Estados pela Constituição Federal de 1988. A instituição é comandada atualmente pelo Coronel BM Francisco de Assis Cantarelli Alves.

## Histórico
Consta no histórico da Corporação que o primeiro serviço de combate a incêndios da cidade de Recife, foi instituído em 28 de agosto de 1636, por Maurício de Nassau sob a denominação de Companhia dos Brantmeesters, quando a região estava sob domínio holandês.
O atual Corpo de Bombeiros foi instituído em 23 de setembro de 1887, pelo então Governador da Província, Dr. Pedro Vicente de Azevedo. O aniversário do CBMPE é comemorado em 20 de outubro, dia em que o Capitão Joaquim José de Aguiar, efetivamente tomou posse do comando.
Até 1922 o serviço era subsidiado por empresas seguradoras (empresas de seguro Phoenix Pernambucana, Indenizadora e Amphitrite). Pelo Ato n° 485, de 5 de julho de 1922, o convênio foi dissolvido e a Corporação anexada à Força Pública do Estado. Pela Emenda n° 04, de 22 de junho de 1994, da Constituição Estadual de 1989, o Corpo de Bombeiros foi emancipado, passando a constituir-se numa Corporação independente da Polícia Militar.
Seu quadro de oficiais e praças é composto de pessoas treinadas e especializadas para atuar nas mais diversas situações. Para isto, contam com Cursos de Formação e de Especialização, ministrados na Academia de Bombeiros Militares dos Guararapes (ABMG, do Corpo de Bombeiros).

## Denominações Históricas
- Companhia de Bombeiros do Recife - 1887;[7]
- Corpo de Bombeiro da Força Pública de Pernambuco - 1922;[7]
- Corpo de Bombeiros da Polícia Militar do Estado de Pernambuco - 1947;[7]
- Corpo de Bombeiros Militar de Pernambuco - 1995.[7]

## Subdivisões
Atualizado até 31 de julho de 2024.
Subdivisões do Quartel do Comando Geral - QCG
- CG - Comando Geral
- SG - Subcomando Geral
- DGO - Diretoria Geral de Operações
- DPlaG - Diretoria de Planejamento e Gestão
- DF - Diretoria de Finanças
- DEIP - Diretoria de Ensino, Instrução e Pesquisa
- DGP - Diretoria Gestão de Pessoal
- DLog - Diretoria de Logística
- DIEsp - Diretoria Integrada Especializada
- DIM - Diretoria Integrada Metropolitana
- AJ - Assessoria Jurídica
- CCS - Centro de Comunicação Social
- DTIC - Diretoria de Tecnologia da Informação e Comunicação
- CPO/CPP - Comissão de Promoção de Oficiais e Praças
- CI - Centro de Inteligência
- AECI - Assessoria Especial de Controle Interno
- CJD - Centro de Justiça e Disciplina
- AjG - Ajudância Geral
- DAP - Divisão de Atendimento ao Público
- CPPA - Centro de Pagamento de Pessoal Ativo
- CEFD - Centro de Educação Física e Desportos
- DAS - Diretoria de Assistência Social
- CInt - Centro de Intendência
- CEAO - Centro de Engenharia, Arquiteturas e Obras
- CAT - Centro de Atividades Técnicas
- 2ª SBI/GBI - 2ª Seção de Bombeiros de Incêndio

## Estrutura Operacional

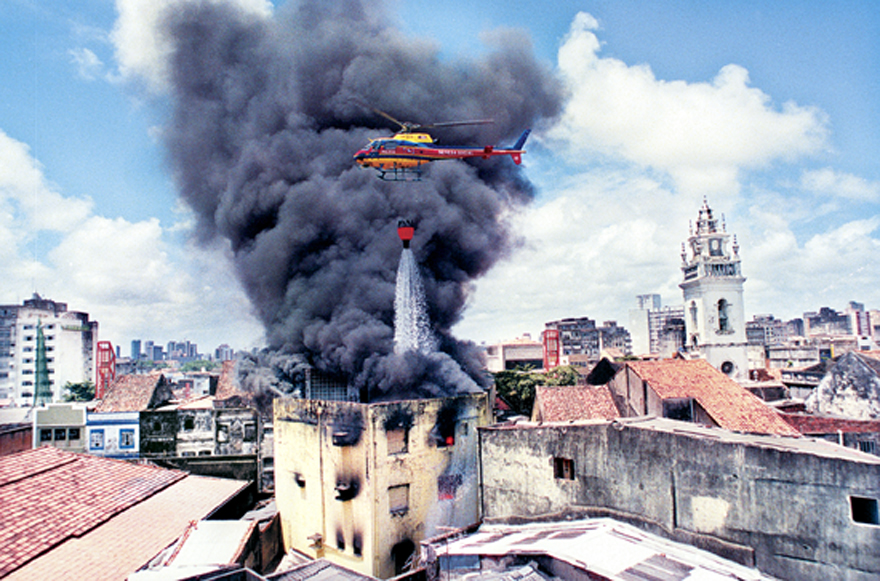
Combate a um incêndio ocorrido no Bairro de São José - 2005.

Atualizado até 31 de julho de 2024.
Capital, Região Metropolitana e Fernando de Noronha
- GBI Grupamento de Bombeiros de Incêndio - Prazeres, Jaboatão dos Guararapes
- GBAPH - Grupamento de Bombeiros de Atendimento Pré-Hospitalar - Varadouro, Olinda
- GBS - Grupamento de Bombeiros de Salvamento - Abreu e Lima
- CMan - Centro de Manutenção - Porto do Recife - Recife
- GBMar - Grupamento de Bombeiros Marítimos - Piedade, Jaboatão dos Guararapes
- GBFN - Grupamento de Bombeiros de Fernando de Noronha - Fernando de Noronha
- ABMG - Academia Bombeiro Militar Guararapes - Curado, Jaboatão dos Guararapes

Interior
- 1º GB - 1º Grupamento de Bombeiros - Vitória de Santo Antão
  - Área de abrangência
    - 1ª SB - Vitória de Santo Antão
    - 2ª SB - Palmares
    - 3ª SB - Gravatá
- 2º GB - 2º Grupamento de Bombeiros - Caruaru
  - Área de abrangência
    - 1ª SB - Caruaru
    - 2ª SB - Bezerros
    - 3ª SB - Belo Jardim
    - 4ª SB - Bonito
    - 5ª SB - Santa Cruz do Capibaribe
    - 6ª SB - Toritama
- 3º GB - 3º Grupamento de Bombeiros - Serra Talhada
  - Área de abrangência
    - 1ª SB - Serra Talhada
    - 2ª SB - Afogados da Ingazeira
    - 3ª SB - São José do Egito
    - 4ª SB - Petrolândia
- 4º GB - 4º Grupamento de Bombeiros - Petrolina
  - Área de abrangência
    - 1ª SB - Petrolina
    - 2ª SB - Santa Maria da Boa Vista
    - 3ª SB - Aeroporto
- 5º GB - 5º Grupamento de Bombeiros - Salgueiro
  - Área de abrangência
    - 1ª SB - Salgueiro
    - 2ª SB - São José do Belmonte
    - 3ª SB - Araripina
    - 4ª SB - Ouricuri
- 6º GB - 6º Grupamento de Bombeiros - Garanhuns
  - Área de abrangência
    - 1ª SB - Garanhuns
    - 2ª SB - Bom Conselho
- 7º GB - 7º Grupamento de Bombeiros - Carpina
  - Área de abrangência
    - 1ª SB - Carpina
    - 2ª SB - Goiana
    - 3ª SB - Macaparana
    - 4ª SB - Surubim
- 9º GB - 9º Grupamento de Bombeiros - Arcoverde
  - Área de abrangência
    - 1ª SB - Arcoverde
    - 2ª SB - Pesqueira
    - 3ª SB - Custódia